# Riccardia changbaishanensis
Riccardia changbaishanensis là một loài rêu trong họ Aneuraceae. Loài này được C. Gao mô tả khoa học đầu tiên năm 1981.